# Tom kha kai

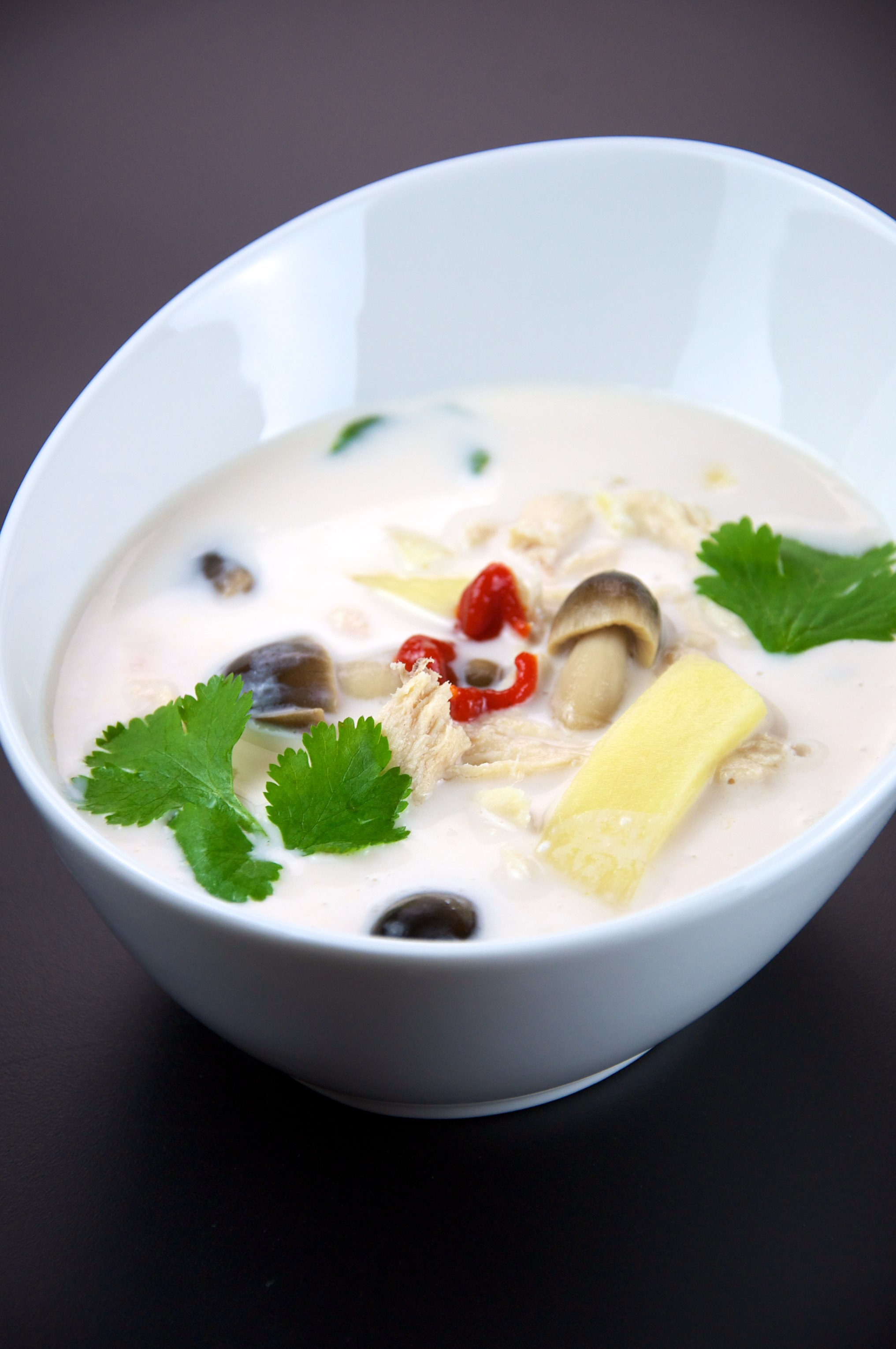
Tom kha kai

Tom kha kai o Tom kha gai (en tailandés: ต้มข่าไก่, rtgs: tom kha kai, Lao: ຕົ້ມຂ່າໄກ່, tom kha kai), literalmente "sopa galangal de pollo") es una sopa caliente picante de la cocina lao y de la cocina tailandesa. Esta sopa se hace con leche de coco, galanga, hierba de limón, hojas de lima kaffir, y pollo, y, a menudo contiene paja, shiitake, champiñones u otras, así como hojas de cilantro (ver abajo). Los chiles fritos añaden un sabor ahumado, así como la textura, el color y el calor, pero no tanto que abruma la sopa. La clave es conseguir un equilibrio entre el sabor de las especias. De estilo tailandés kha gai tom no utiliza el eneldo, mientras que al estilo Lao kha gai tom contiene por lo general Phak si (eneldo), que es una hierba común utilizado en la cocina lao. La respuesta de los Thais de eneldo (conocido en Tailandia como Phak Chi Lao, ya que se conoce localmente como hierba Lao) en Tom kha es culantro o cilantro (Phak Chi en tailandés).
Hay otras versiones de esta sopa hecha con marisco (kha tom thale), setas ( kha tom het), la carne de cerdo (tom kha mu) y el tofu (tom kha taohu).